# Vogtei
Vogtei is een Duitse landgemeente in de Unstrut-Hainich-Kreis in Thüringen. Ze ontstond op 31 december 2012 uit de fusie van de drie gemeenten Oberdorla, Niederdorla und Langula. De naam van de landgemeente is van Vogtei Dorla afgeleid, de historische landschapsaanduiding voor het tegenwoordige gemeentegebied. Volgens de rechthoekmethode bevindt zich in het gemeentegebied het middelpunt van Duitsland.

## Geografie

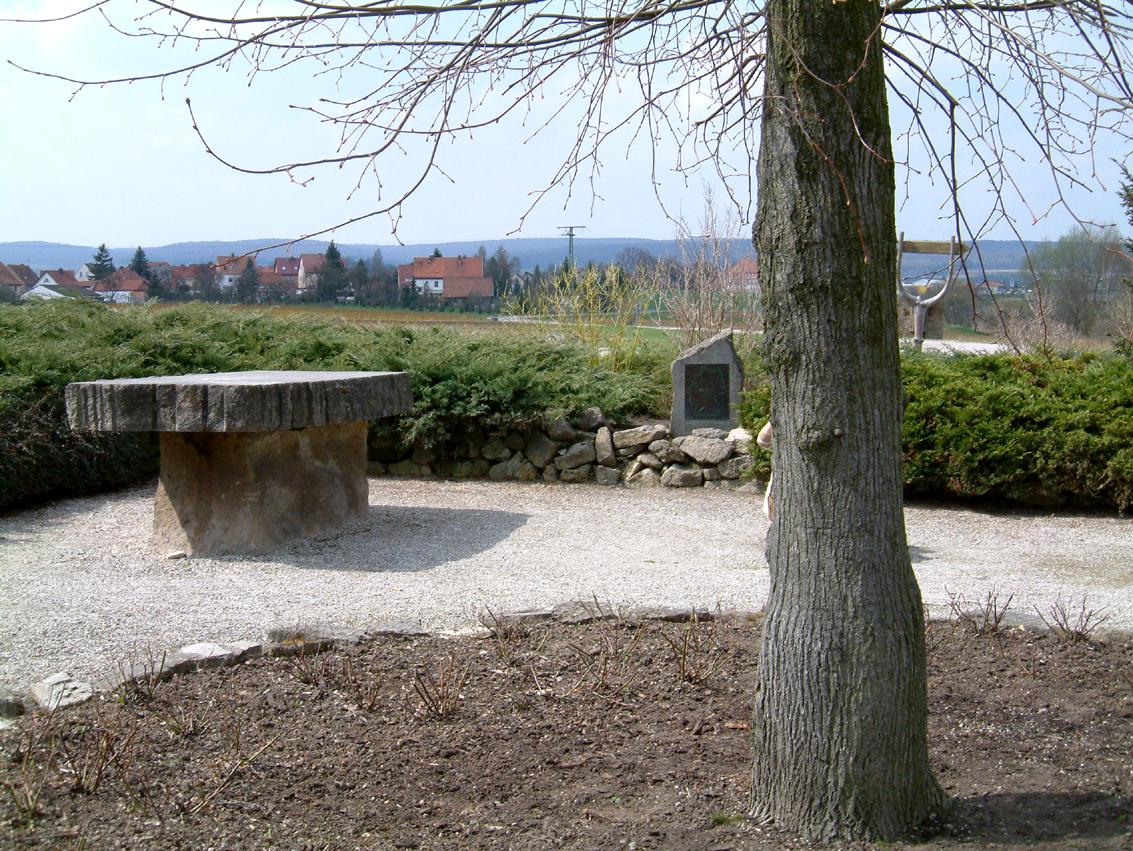
Linde en middelpuntsteen in Niederdorla

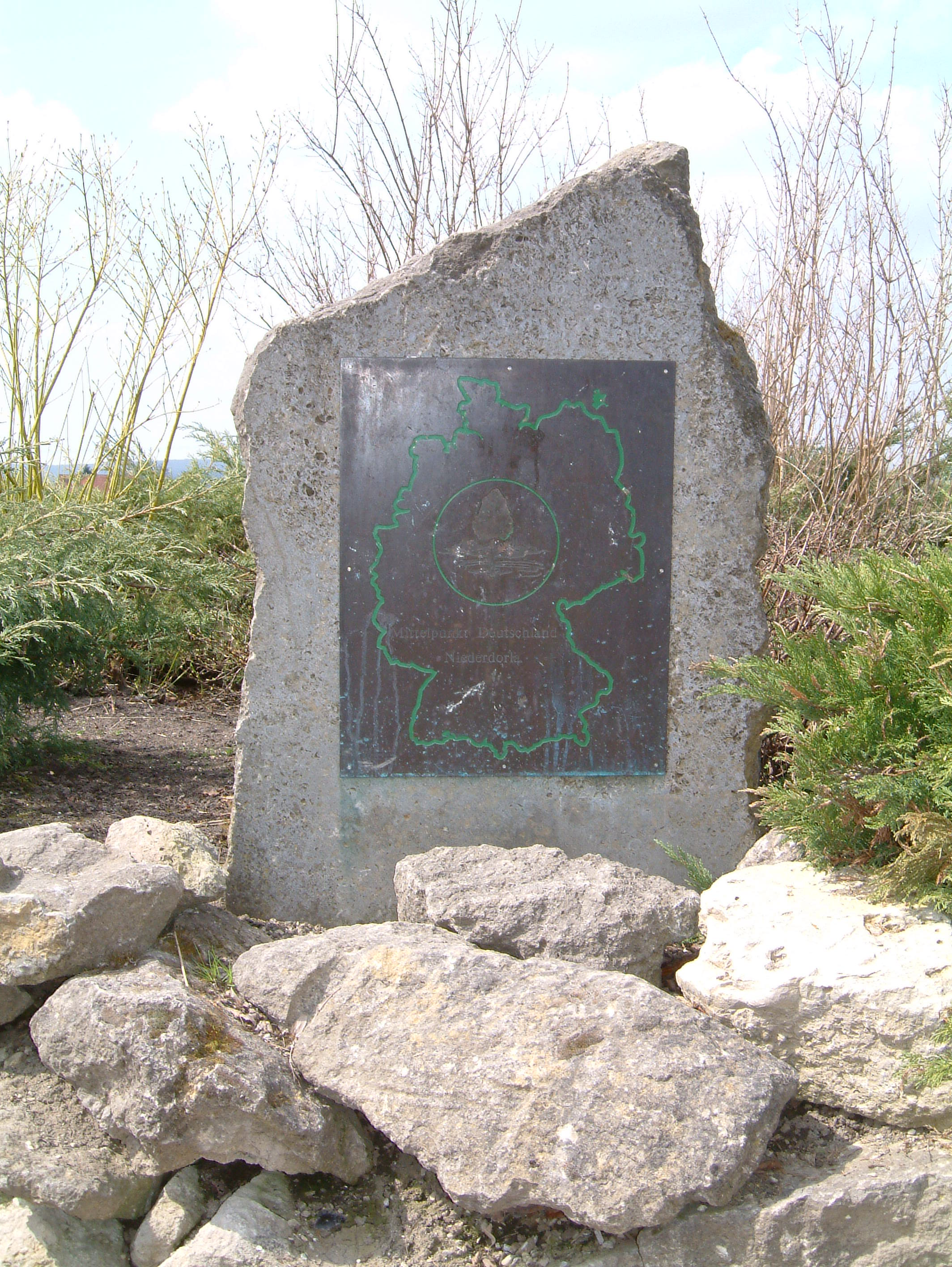
Middelpuntsteen in Niederdorla

Vogtei ligt in het zuiden van de Unstrut-Hainich-Kreis, ten zuiden van de kreisstadt Mühlhausen aan de noordrand van het Nationalpark Hainich.

### Water
Westelijk van Oberdorla bevinden zich de karstbronnen Kainspring, Melchiorbrunnen en Dittelhainsbrunnen. De Spittelbrunnen is een periodiek optredende bron, hier bevond zich een middeleeuws dorp Sprudelborn. Het voormalige Opfermoor is een na het einde van de turfsteek opnieuw ontstane watervlakte.

### Middelpunt van Duitsland
Wanneer men de grenzen van Duitsland in een gebied tussen de beide uiterste breedte- en lengtegraden inpast, ligt het middelpunt van Duitsland in het gebied van het ortsteil Niederdorla, ongeveer 500 meter noordelijk van de dorpskern en ongeveer 1.000 meter oostelijk van het voormalige station Oberdorla bij 51° 09′ 48″ NB, 10° 26′ 52″ OL. Dit middelpunt heeft als coördinaten de gemiddelde waard van de coördinaten van het noordelijkste en zuidelijkste, alsmede van het oostelijkste en westelijkste punt.

### Buurgemeenten
Aan het gemeentegebied grenzen Rodeberg en Mühlhausen/Thüringen in het noorden, Weinbergen in het noordoosten, Oppershausen en Kammerforst in het zuiden, de in de Wartburgkreis gelegene gemeenten Nazza en Hallungen in het zuidoosten, alsmede het ortsteil Heyerode van de landgemeente Südeichsfeld in het westen.

## Geschiedenis
De geschiedenis van de drie plaatsen Oberdorla, Niederdorla en Langula is sinds lange tijd met elkaar verbonden. In 1123 richtte de Mainzer aartsbisschop in Dorla een proosdij in; de landbouwgoederen en -bezittingen van het stift Dorla werden in de Vogtei Dorla samengevat, waartoe naast enkele wüstungen de huidige dorpen Oberdorla, Langula en Niederdorla behoorden. 
De drie plaatsen gehoorden vanaf 1816 tot de Landkreis Mühlhausen i. Th. in de pruisische provincie Saksen. In 1950 werd het huidige gemeentegebied onderdeel van de Kreis Mühlhausen, welke in 1994 in de Unstrut-Hainich-Kreis opging.
Sinds 1994 werkten de gemeenten samen in de Verwaltungsgemeinschaft Vogtei, waartoe ook Kammerforst en Oppershausen gehoorden. In 2011 werden besprekingen gestart om de Verwaltungsgemeinschaft in een landgemeente om te zetten. De gemeenteraden van Kammerforst en Oppershausen spraken zich tegen deelname tot de landgemeente uit, zodat deze met ingang van 31 december 2012 uit de plaatsen Oberdorla, Niederdorla en Langula werd gevormd.

## Samenstelling
De landgemeente bestaat uit de drie ortsteilen Oberdorla, Niederdorla en Langula. Daarnaast is Vogtei vervullende gemeente voor Kammerforst en Oppershausen. Alle vijf plaatsen werkten tot 2013 samen in de Verwaltungsgemeinschaft Vogtei.